# タンバパンニ王国

タンバパンニ王国
シンハラ語: තම්බපණ්ණිය රාජධානිය
Tambapaṇṇī Rājadhāniya

  タンバパンニ王国

タンバパンニ王国（タンバパンニおうこく、シンハラ語: තම්බපණ්ණිය රාජධානිය, Tambapaṇṇī Rājadhāniya）は、スリランカにおける最初のシンハラ人王国である。統治の中心はタンバパンニに置かれていた。王国は紀元前543年から紀元前437年まで存続していた。スリランカの歴史書マハーワンサによると、王国はウィジャヤとその従者たちによって作られた。

## 国名
タンバパンニという国名は、サンスクリットのTāmraparṇīまたはTāmravarṇīに由来する。この語は、インドのタミル・ナードゥ州南部を流れるタミラバラニ川を指している。語の意味は銅色であり、これはウィジャヤと従者たちがスリランカに上陸した際に、赤土の埃のせいで手足が銅のように赤くなったからだとされている。このことから、上陸地に作られた街の名前がタンバパンニとされた。この地名はタプロバーナと転訛して古代ギリシアへ伝わった。

## 背景
紀元前600年以前のスリランカの歴史に関しては、墳墓やその他の文明の痕跡が発見されてはいるものの、ほとんど情報がない。パーリ語で書かれた年代記であるマハーワンサによれば、シンハラ人の移住以前にスリランカへ入植した部族は伝説上のヤカyakṣaとナーガ族とされている。シンハラ人の歴史およびスリランカの有史時代は、伝統的に紀元前543年のウィジャヤ上陸に始まるとされている。
伝説では、ウィジャヤがセイロン島の海岸に上陸した際に砂に口づけをし、その土地をタンバパンニと呼んでライオンの描かれた旗を立てたという（有名なインドのサーンチー遺跡には、このウィジャヤの上陸譚が描かれている）。タンバパンニ上陸後、ウィジャヤはヤカの女王クヴェニと面会した。彼女は美しい女性に化けていたが、実はセサパーチと呼ばれるヤクシニーであった。

## 歴史
タンバパンニ王国は最初のシンハラ人王であるウィジャヤとその従者700人によって建国された。彼らは現在マンナールとして知られる地に上陸したのち、チラウ―と思われる地域に王国を建てた。ウィジャヤ上陸は、仏陀入滅と同じ日であったと記録されている。ウィジャヤはタンバパンニを首都と定め、やがて島全体がこの名で呼ばれるようになった。タンバパンニは元々ヤカが女王クヴェニのもと統治し、その首都はシリーサヴァットウと呼ばれていた。
王国の第二の首都となったのがウパティッサガマである。この町は前の首都タンバパンニから12キロメートルほど北にあり、ウィジャヤの従者で重臣であったウパティッサによって造営された。
ウィジャヤの治世末期において、彼は後継者選びに悩まされた。そのため彼は父祖の地であるシンハプラに手紙を送り、後継者としてスミッタを呼び寄せた。しかし手紙がかの地に着く前にウィジャヤが崩御したため、1年間だけ宰相ウパティッサが王国を引き継いだ。